# Mont Lyon
Pour les articles homonymes, voir Lyon (homonymie).
Le mont Lyon est une montagne située dans le parc Adirondack, dans le comté de Clinton de l'État de New York, aux États-Unis. Il s'élève à 1 170 mètres d'altitude.
Le nom de la montagne vient de Nathaniel Lyon, un colon originaire du Vermont s'étant établi dans la région dans la première moitié du XIXe siècle.

## Randonnée
Il existe deux pistes pour se rendre au sommet à pied : une ancienne de 4 km et une plus récente de 5,6 km.